# Xie Xuren

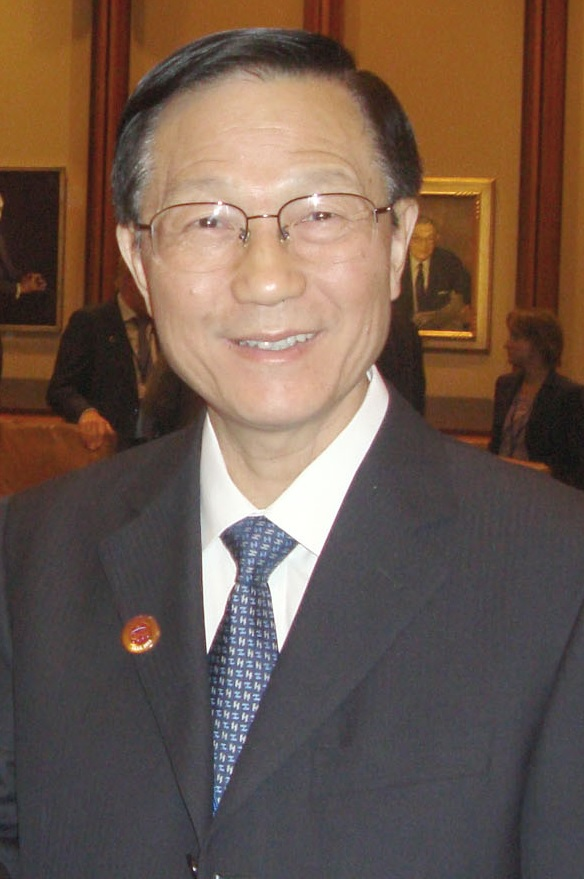
Xie Xuren

Xie Xuren (chinesisch 谢旭人; * Oktober 1947 in Ningbo, Provinz Zhejiang) war vom 30. August 2007 bis 16. März 2013 Finanzminister der Volksrepublik China.

## Leben
1967 begann er seine Arbeit in der Ningbo Zhenhai Maschinenfabrik. Zunächst als Facharbeiter wurde er dort später zum Abteilungsleiter und schließlich zum stellvertretenden Direktor. Im Juni 1980 trat er in die Kommunistische Partei Chinas ein. Er studierte ab 1981 an der Zhejiang-Universität den Schwerpunkt Volkswirtschaftslehre, welche er 1984 abschloss. 1984 bis 1985 war Xie Xuren Beamter am Gericht des Kreises Yinxian ernannt. Anschließend war er Direktor der Planungs- und Wirtschaftskommission der Provinz Zhèjiāng.
Ab 1990 leitete er das Budgetamt des Finanzministeriums und wurde dort 1995 zum Vizeminister ernannt. In dieser Position blieb Xie Xuren bis zum Jahr 1998, als er Präsident der Landwirtschaftlichen Entwicklungsbank Chinas wurde. Im Jahr 2000 wechselte er den Posten gegen den eines stellvertretenden Sekretärs in der Kommunistischen Partei. Zugleich wurde er Vizeminister der Zentralen Arbeitskommission für Finanzen.
2003 wurde er Direktor der staatlichen Steuerverwaltung. Am 30. August 2007 wurde Xie Xuren Nachfolger von Jin Renqing.